# Scytalopus speluncae
El churrín plomizo (en Argentina y Paraguay) (Scytalopus speluncae),  también denominado churrín de Misiones, es una especie de ave paseriforme perteneciente al numeroso género Scytalopus de la familia Rhinocryptidae. Es endémica del sureste de Brasil y extremo noreste de Argentina

## Distribución y hábitat
Se distribuye por el este y sureste de Brasil en el interior del sur de Bahía, oeste de Espírito Santo y sur de Minas Gerais hacia el sur hasta Río Grande do Sul, y noreste de Argentina (Misiones); registro visual en el sureste de Paraguay (Caazapá) requiere confirmación. La mayoría de las poblaciones se encuentran en la Serra do Mar, pero también habitan en el interior de Paraná y Santa Catarina. Hasta 2005, el Scytalopus pachecoi se incluía en el churrín plomizo.

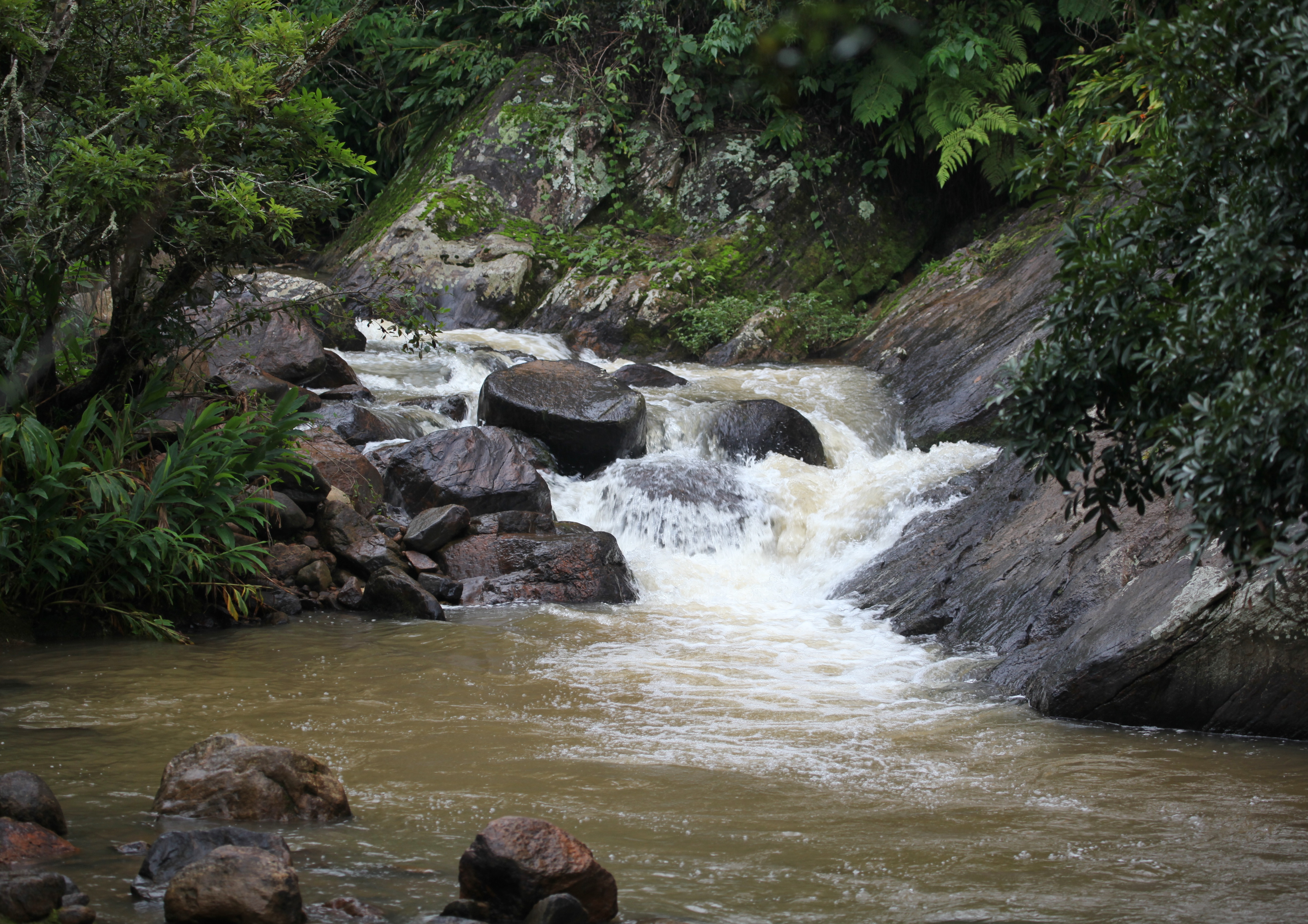
Mata Atlántica del sureste de Brasil, el hábitat de la especie.

Es bastante común en el sotobosque y en los bordes de bosques montanos húmedos de la Mata Atlántica, hasta los 2500 m s. n. m. de altitud.

## Sistemática

### Descripción original
La especie S. speluncae fue descrita por primera vez por el zoólogo francés Édouard Ménétries en 1835 bajo el nombre científico Malacorhynchus speluncae; localidad tipo «São João del Rei, Minas Gerais, Brasil».

### Taxonomía
Es pariente próxima a Scytalopus iraiensis. Las aves del noreste de Argentina (Misiones) tienen el pico más largo y las alas más cortas, pero no hay otras diferencias significativas que justifiquen una separación subespecífica. Es monotípica.
Aquí se sigue el criterio del SACC, pero la taxonomía es extremadamente compleja, y es posible que el nombre científico correcto de la especie relativamente oscura sea S. notorius, en cuyo caso la especie más clara con estrecha relación con la región de la Serra do Espinhaço sea S. speluncae.
En 2005, se descubrió que la muy conocida S. speluncae en realidad constaba de dos especies; a la de la región sur del país se la describió como una nueva especie, S. pachecoi, mientras que la del norte de la región sureste se mantuvo como S. speluncae. Además, se sugirió que S. speluncae incluye otra especie no descrita, pero aún se debe investigar sobre este tema.

### Nombre científico:S. speluncaevs.S. notorius
En 2006, la duda sobre el uso del nombre científico de la S. speluncae para el churrín plomizo fue por su superficie. Un examen de tipo nomenclatural de S. speluncae (Ménétriés, 1835) dio lugar a la conclusión de que este nombre pertenecía a una población relativamente pálida de la Serra do Espinhaço que anteriormente se incluía dentro de S. novacapitalis. Esto significa que la población relativamente oscura de la región de la Serra do Mar, –la población que tradicionalmente había sido llamada S. speluncae– tuvo que recibir un nuevo nombre: S. notorius ("notorius" para ilustrar su problemática historia taxonómica). Esta conclusión fue cuestionada en el 2007, que sostiene que la población de la región de la Serra do Mar es S. speluncae, mientras que la población de la zona central y sur de la Serra do Espinhaço se considera no descrita, y la población situada más al norte de la Serra do Espinhaço fue descrita como una nueva especie, S. diamantinensis. Aunque la posibilidad de dos especies en la Serra do Espinhaço no fue cuestionada en un artículo publicado el año siguiente, la conclusión de que el nombre de S. speluncae pertenecía a la especie de la Serra do Mar era principalmente sobre la base de que no hay comparación directa del tipo nomenclatural de S. speluncae que se había hecho en 2007 (a diferencia del artículo de 2006). En 2010, otros autores llegaron a una conclusión diferente, ya que sugieren que la descripción original de Édouard Ménétries en 1835 es más adecuada a la especie relativamente oscura de la región de la Serra do Mar. También concluyeron que la localidad original de São João del-Rei (dentro del rango de la especie relativamente pálida al centro y sur de la Serra do Espinhaço) proporcionado por Ménétries era incorrecta, y que en realidad se recogió en algún lugar del centro de Río de Janeiro (dentro del rango de la especie de la Serra do Mar). Después de esto, la especie relativamente pálida de la parte sur y centro de la región de la Serra do Espinhaço fue descrita como una nueva especie, Scytalopus petrophilus. Esta opinión fue apoyada por el SACC.
La evidencia filogenética sugiere que hay taxones inéditos del género Scytalopus que permanecen en el este de Brasil.